# Protestas en Francia de 1984
Las protestas en Francia de 1984 fueron manifestaciones masivas y una ola de huelgas que paralizó a Francia entre el 22 y el 25 de junio después contra los planes para privatizar las escuelas primarias. Miles de personas participaron en los disturbios del 25 de junio, pero durante los primeros 3 días, entre 850 000 y un millón de civiles salieron a las calles en las manifestaciones callejeras más grandes desde 1968 contra las nuevas reformas de las escuelas privadas y los planes de privatización. Las manifestaciones culminaron en violencia cuando las tropas se enfrentaron con los estudiantes que protestaban por los nuevos planes. La Bastilla fue asaltada el 25 de junio, después de días de protestas a nivel nacional (principalmente en París). François Mitterrand, quien era presidente en ese momento, ordenó a la policía que sofocara la disidencia y retiró los nuevos proyectos de ley, pero las manifestaciones se intensificaron. Las protestas contra la privatización de las escuelas privadas se convirtieron en un caos, y el movimiento fue reprimido en gran medida.